# Абдуллаева, Тамелла Ислам кызы
Абдуллаева Тамелла Ислам кызы (род. 10 декабря 1943, Товуз) — азербайджанская театральная актриса, Народная артистка Азербайджана (2007).

## Жизнь и деятельность
Тамелла Абдуллаева родилась 10 декабря 1943 года в Товузе. Она получила среднее образование в Товузском районе и с 1961 по 1965 годы обучалась на факультете драмы и кино Азербайджанского государственного института театра и искусства.
Тамелла Абдуллаева начала свою театральную деятельность в Театре молодежи Азербайджана, где работала с 1965 по 1967 год. В 1967 году, после перерыва, связанного с переездом в Театр драмы Азербайджана в Иреване, она возобновила свою деятельность в этом театре. С 1988 года по 1995 год она продолжала работать в Театре музыкальной комедии Азербайджана, а с 1995 по 1999 год она выступала в Миниатюрном театре «Бяшир». В 1999 году она снова присоединилась к Театру драмы Азербайджана в Иреване и работала там до 2007 года.

## Награды
- Заслуженная артистка Азербайджана (24 ноября 1978 года)
- Народная артистка Азербайджана (16 октября 2007 года)[1]
- Золотая медаль «Театральный деятель»[азерб.] (2007, Союз театральных деятелей Азербайджана)

## Основные роли
- Гюльтекин, Сара, Якут («Айдын», «Бледные цветы», «Яшар», Джафар Джаббарлы)
- Гюльру («Дни весны в городе», Анар)
- Абби («Любовь под чёрной рябиной», Юджин О’Нил)
- Гюнай («Не осуждайте меня», Гидаят Оруджев)
- Лариса («Девушка без приданого», Александр Островский)
- Джахан («Моя бабушка уходит», Гусейн Мухтаров)
- Фариджа-Джениз («Золотая цепь», Шамиль Хуршуд и Ашраф Гаджиев)
- Гюльсум ханум («Среди подписей», Нариман Гасанзаде)
- Жизнь («Второй голос», Бахтияр Вахабзаде)
- Восточная («За что ты живешь?», Имран Касумов и Гасан Сейидбейли)
- Наташа Голубева («Лицом к лицу с миром», Геннадий Бокарев)
- Самира («Обратная связь», Наби Хазри)
- Анжелика и Анна («Утраченные дни», Ильяс Эфендиев)
- Беатриса («Двое господ встречают одну даму», Карло Гольдони)
- Севиндж («Без тебя», Шихали Гурбанов)
- Рехшенде («Мужчины», Алтай Мамедов)
- Етегер («Хаджи Гямбер», Джафар Джаббарлы)
- Терлан ханум («Ложь», Сабит Рахман)
- Зальха («Свадьба», Сабит Рахман)
- Шела ханум («Ханум Ленкоранского советника», Ахундов, Мирза Фатали)
- Графиня («Мои искусства общественного сектора», Хулио Окарначчи и Ренцо Фарабуци)
- Наташа («Ревнивые сердца», Марат Хаквердиев)
- Гюльназ, Телли («Не та, так эта» и «Хозяин зла», Узейир Гаджибеков)
- Звезда («Звезда», Сабит Рахман, Сулейман Алесгеров)
- Елена («Поздравляю», Уильям Шекспир)